# فهرست مدال‌آوران المپیک در هندبال (زنان)
این مقاله فهرست مدال‌آوران المپیک در هندبال در بخش زنان است.
| بازی‌ها                                 | طلا | نقره | برنز |
| هندبال در بازی‌های المپیک تابستانی ۱۹۷۶ | اتحاد شوروی (URS) · لیوبوف اودینوکووا · لیودمیلا پورادنیکا · آلدونا ننه‌نینه · تاتیانا هلوشچنکو · لاریسا کارلووا · ماریا لیتوشنکو · نینا لوبووا · تتیانا کوچرینا · لیودمیلا پانچوک · رافیگا شابانووا · ناتالیا تیموشکینا · لیودمیلا شوبینا · زینایدا تورچینا · هالینا زاخارووا                       | آلمان شرقی (GDR) · گابریله بادورک · هانه لوره بوروش · رزویتا کروز · والترود کرتشمار · اولین ماتس · لیانه میشائلیس · اوا پاسکوی · کریستینا ریشتر · کریستینا روست · سیلویا زیفرت · ماریون تیتز · پترا اوهلیک · کریستینا فوس · هانه لوره سوبر                                         | مجارستان (HUN) · اوا انگال · ماریا برزنی · اگوتا بوجدوسو · کلارا چییک · ژساننا کیزی · کاتالین لکی · روزالیا لکز · مارتا مگیری · ایلونا نگی · ماریانا ناگی · ارژوبت سی‌جیوک · امالیا استربینسکی · بوربلا توت هرشانیی · ماریا واداش                                                         |
| هندبال در بازی‌های المپیک تابستانی ۱۹۸۰ | اتحاد شوروی (URS) · لاریسا کارلووا · تتیانا کوچرینا · والنتینا لوتایفا · آلدونا ننه‌نینه · لیوبوف اودینوکووا · ایرینا پالچیکووا · لیودمیلا پورادنیکا · یولیا سافینا · لاریسا ساوکینا · سیگیتا استرچن · ناتالیا تیموشکینا · زینایدا تورچینا · اولگا زوباریوا                                          | یوگسلاوی (YUG) · اسوتلانا آناستاسوفسکا · میریانا جوریتسا · رادمیلا درلیاچا · کاتیتسا ایلش · اسلاویتسا یرمیچ · اسوتلانا کیتیچ · یاسنا کولار-مردان · وسنا میلوشویچ · میریانا اوگنینوویچ · وسنا رادوویچ · رادمیلا ساویچ · آنا تیتلیچ · بیسرکا ویچنیچ · زوریتسا وویینوویچ              | آلمان شرقی (GDR) · بیرگیت هاینکه · رزویتا کروز · والترود کرتشمار · کاترین کروگر · کورنلیا کونیش · اولین ماتس · کریستینا ریشتر · کریستینا روست · زابینه روتر · رناته رودولف · ماریون تیتز · پترا اوهلیک · کلاودیا ووندرلیش · هانه لوره سوبر                                               |
| هندبال در بازی‌های المپیک تابستانی ۱۹۸۴ | یوگسلاوی (YUG) · اسوتلانا آناستاسوفسکا · آلنکا کودرمن · اسوتلانا کیتیچ · اسلاویتسا جوکیچ · دراگیتسا جوریچ · میریانا جوریتسا · امیلیا ارچیچ · لیوبینکا یانوکوویچ · یاسنا کولار-مردان · لیلیانا موگوشا · اسوتلانا موگوشا-آنتیچ · میریانا اوگنینوویچ · زوریتسا پاویچویچ · یاسنا پتویتس · بیسرکا ویچنیچ | کره جنوبی (KOR) · هان هوا-سو · جونگ هیوی-سون · جونگ سون-بوک · کیم چون-ری · کیم کیونگ-سون · کیم می-سوک · کیم اوک-هوا · لی سون-ئی · لی یانگ-جا · سون می-نا · سونگ کیونگ-هوا · یون بیونگ-سون · یون سو کیونگ                                                                           | چین (CHN) · چن زن · گائو زیومین · او جیانپینگ · لی لان · لیو لیپینگ · لیو یومی · سان شیاولان · وانگ لینوی · وانگ مینگشینگ · وو شینگجیانگ · ژانگ وایهونگ · جانگ پی یجون · چو یوفنگ |
| هندبال در بازی‌های المپیک تابستانی ۱۹۸۸ | کره جنوبی (KOR) · هان هیون-سوک · کیم می-سوک · کیم چون-ری · کیم هیون-می · کیم کیونگ-سون · کیم میونگ-سون · لی کی-سون · لیم می-کیونگ · سون می-نا · سونگ جی-هیون · سوک مین-هی · سونگ کیونگ-هوا · لی می-یونگ                                                                                             | نروژ (NOR) · جرستین اندرسن · بریت دیگره · مارت الیاسون · سوزان گوکسور بجرکرهایم · ترین هالتویک · هنه هگ · هنه هوگن · ویبکه جانسون · کریستین میدوتون · کارین پترسن · کارین سینگستاد · انت اسکوتول · اینگرید استین · هایدی سوندل · کاترین رول-ماتین                                  | اتحاد شوروی (URS) · ناتالیا انیسیموا · مرینا بزانووا · تاتیانا دهندژوگاوا · الینا گوسوا · تاتیانا حارب · لاریسا کارلووا · ناتالیا لاپیتسکایا · سویتانا مانکووا · ناتالیا ماتریوک · ناتالیا مورسکووا · اولنا نموچالو · ناتالیا روسنچنکو · اولها سمنوا · یوهنیا توستوهان · زینایدا تورچینا |
| هندبال در بازی‌های المپیک تابستانی ۱۹۹۲ | کره جنوبی (KOR) · چا جائه-کیونگ · هان هیون-سوک · هان سون-هی · هونگ جونگ-هو · جانگ ری-را · کیم هوا-سوک · لی هو-یون · لی می-یونگ · لیم او-کیونک · مین هی-سوک · مون هیانگ-جا · نام اون-یونگ · او سونگ-اوک · پارک جونگ-لیم · پارک کاپ-سوک                                                               | نروژ (NOR) · هگه فروست · تونیه ساگستون · هنه هوگن · هایدی سوندل · سوزان گوکسور بجرکرهایم · کاترین رول-ماتین · مونا دال · سیری افتدال · هنریت هنریکسن · اینگرید استین · کارین پترسن · انت اسکوتول · کریستین دیوهولت هاونس · هایدی تجام                                              | تیم متحد (EUN) · ناتالیا انیسیموا · مرینا بزانووا · اسوتلانا بوگدانوا · گالینا بورزنکووا · ناتالیا درویجینا · تاتیانا دهندژوگاوا · لیودمیلا گودز · الینا گوسوا · تاتیانا حارب · لاریسا کیسلیوا · ناتالیا مورسکووا · گالینا اونپرینکو · سوتلانا پریاخنا                                   |
| هندبال در بازی‌های المپیک تابستانی ۱۹۹۶ | دانمارک (DEN) · انیا اندرسن · کمیلا اندرسن · کریستین اندرسن · هیدی استروپ · تینا بوتزاو · ماریانه فلورمن · کانی هامان · انیا بیریال هانسن · انت هافمن · تونیه کیارگورد · ینه کولینگ · سوسان مونک ویلبک · گیته مادسن · لین رانتالا · گیته سانسن · آن دورت تاندروپ                                    | کره جنوبی (KOR) · چو اون-هی · هان سون-هی · هونگ جونگ-هو · هو سون-یونگ · کیم چئونگ-سیم · کیم اون-می · کیم جونگ-می · کیم می-سیم · کیم رانگ · کواگ هیه-جونگ · لی سانگ اون · لیم او-کیونک · مون هیانگ-جا · او سونگ-اوک · اوه یونگ رن · پارک جونگ-لیم                                   | مجارستان (HUN) · اوا اردوش · آندریا فارکاس · باتا هوفمان · انکو کانتور · ارژبت کهوسیس · بیتریکس کوکنی · اشتر مالتفی · اگوستو ماتیاش · انیکو مک · انیکو ناگی · هلگا نمت · ایلدیکو پادور · باتا ستی · انا سانتو · کاتالین سیلاگی · بیاتریکس توث                                            |
| هندبال در بازی‌های المپیک تابستانی ۲۰۰۰ | دانمارک (DEN) · لین رانتالا · کمیلا اندرسن · تینا بوتزاو · ینه کولینگ · تونیه کیارگورد · کارن برودسگارد · کاترین فرولوند · مایا گرونبیک · کریستینا روسلینگ · انت هافمن · لوت کیارسکو · کارین مورتنسن · انیا نیلسن · ریک پترسن-اشمیت · مته وسترگارد                                                  | مجارستان (HUN) · بئاتریکس بالوگ · ریتا دلی · اگنز فرکاس · آندریا فارکاس · انکو کانتور · بیتریکس کوکنی · آنیتا کولشار · دورا لووی · انیکو ناگی · ایلدیکو پادور · کاتالین پالینگر · کریستینا پیگنیچکی · بوژانا رادولوویچ · جودیت سایمیک · باتا ستی                                   | نروژ (NOR) · کریستین دیوهولت هاونس · ترین هالتویک · هایدی تجام · سوزان گوکسور بجرکرهایم · آن کاترین اریکسن · چشتی گرینی · الیزابت هیلمو · میا هوندفین · تونیه لارسن · سسیلی لگانگر · ژانت نیلسن · ماریان رکن · بیرگیته استم · مونیکا ساندو · السه-مارته سورلی لیبک                       |
| هندبال در بازی‌های المپیک تابستانی ۲۰۰۴ | دانمارک (DEN) · لوئیس بیر دو · ریک اسکو · هنریت میکلسن · مته وسترگارد · ریک هورلیک · کامیلا تامسن · کارین مورتنسن · لوت کیارسکو · ترین ینسن · کاترین فرولوند · ریک پترسن-اشمیت · کریستین اندرسن · کارن برودسگارد · لین دوگارد · یوزفین تورای                                                        | کره جنوبی (KOR) · اوه یونگ رن · وو سون هی · هو سون-یونگ · لی گونگ جو · جانگ سو-هی · کیم هیون-اوک · کیم چا جوان · او سونگ-اوک · هو یونگ-سوک · مون کیونگ ها · لیم او-کیونک · لی سانگ اون · میونگ بوک هی · چوی ایم-جونگ · مون پیل هی                                                  | اوکراین (UKR) · ناتالیا بوریسنکو · هانا برمیسترووا · تتیانا شینکارنکو · مارینا ورگلیوک · اولنا یاتسنکو · گانا سیوکالو · اولنا رادچنکو · اولنا تسیهیتسیا · هالینا مارکوشوسکا · لیودمیلا شوچنکو · ایرینا هونچاروا · ناتالیا لیاپینا · آناستازیا پیدپالوا · لاریسا زاسپا · اوکسانا رایخل    |
| هندبال در بازی‌های المپیک تابستانی ۲۰۰۸ | نروژ (NOR) · راگهیلد آموت · کارولین دیره بریوان · ماریت مالم فرافیورد · گرو هامرشنگ ادین · کاترین لونده · کری آلویک گریمسو · کاری مته یوهانسن · تونیه لارسن · کریستین لونده-بورگرشن · السه-مارته سورلی لیبک · تونیه نوستوولد · کاتیا نیبرگ · لین-کریستین ریگلهوت کورن · گوریل اسنوروگن              | روسیه (RUS) · یکاترینا آندریوشینا · ایرینا بلیزنووا · یلنا دیمیتریوا · آنا کاریوا · یکاترینا مارنیکووا · یلنا پولنووا · ایرینا پولتوراتسکایا · لودمیلا پستنوا · اوکسانا رومنسکایا · ناتالیا شیپیلوا · ماریا سیدوروا · اینا سوسلینا · امیلیا توری · یانا اوسکووا                    | کره جنوبی (KOR) · یونگ هوا · باه مین هی · چوی ایم-جونگ · هونگ جونگ-هو · هو سون-یونگ · کیم چا جوان · کیم نام سون · کیم اون · لی مین هی · مون پیل هی · او سونگ-اوک · اوه یونگ رن · پارک چانگ هی · سانگ های ریم                                                                             |
| هندبال در بازی‌های المپیک تابستانی ۲۰۱۲ | نروژ (NOR) · کری آلویک گریمسو · کارولین ماملوند · ایدا الستاد · هایدی لاک · تونیه نوستوولد · کارولین دیره بریوان · کریستین لونده-بورگرشن · کاری مته یوهانسن · ماریت مالم فرافیورد · لین یوروم سولاند · کاترین لونده · لین-کریستین ریگلهوت کورن · گوریل اسنوروگن · آماندا کورتوویک · کامیلا هرم      | مونته‌نگرو (MNE) · مارینا راجیچیچ · رادمیلا میلجانیچ-پتروویچ · جووانکا رادیچویچ · آنا شوکیچ · ماریا جووانویچ · آنا رادویچ · آنجلا بولاتوویچ · سونجا بارجکتاروویچ · ماجا ساویچ · بوژانا پوپویچ · یاسنا بولژویچ · سوزانا لازوویچ · کاتارینا بولاتویچ · مایدا مهمدوویچ · میلنا رائسویچ | اسپانیا (ESP) · آندره بارنو · کارمن مارتین · نلی کارلا آلبرتو · بئاتریس فرناندس · ورونیکا کوادرادو · مارتا مانگه · ماکارنا آگیلار · سیلویا نابارو · جسیکا آلونسو برناردو · الیسابت چاوز · الیزابت پیندو · بگونیا فرناندس · ونسا آموروس · پاتریسیا الورسا · میهائلا چوبانو                |
| هندبال در بازی‌های المپیک تابستانی ۲۰۱۶ | روسیه (RUS) · آنا سدویکینا · پولینا کوزنتسووا · داریا دمیتریوا · آنا سن · اولگا آکوپیان · آنا ویاخیروا · مارینا سوداکووا · ولادیمیر بوبروفنیکووا · ویکتوریا ژیلینسکایته · یکاترینا مارنیکووا · ایرینا بلیزنووا · یکاترینا ایلینا · مایا پترووا · تاتیانا اروخینا · ویکتوریا کالینینا                | فرانسه (FRA) · لورا گلوزر · بلاندین دانست · کامی اگلون · الیسون پینو · لوریسا لاندر · گراس زادی · مری پروونسیه · آماندین لنو · مانون اوئت · سیرابا دمبله پاولوویچ · کلوئه بولو · بئاتریس ادویژ · استل انزه مینکو · اگنوسیان نیومبلا · الکساندرا لاکرابر                            | نروژ (NOR) · کری آلویک گریمسو · ماری مولید · املیلی هگ آرنتزن · ایدا الستاد · ورونیکا کریستیانسن · هایدی لاک · نورا مورک · استینه بردال اوفتدال · ماریت مالم فرافیورد · کاترین لونده · لین-کریستین ریگلهوت کورن · آماندا کورتوویک · کامیلا هرم · سانا سولبرگ-ایساکسن                     |
| هندبال در بازی‌های المپیک تابستانی ۲۰۲۰ | فرانسه (FRA) · ملین نوکاندی · بلاندین دانست · پولین کوتانئا · کلویی والنتینی · الیسون پینو · کورالی لاسورس · گراس زادی · آماندین لنو · کالیدیاتو نیاکاته · کلئوپاتر دارلو · اوسیان سرسین-اوگولین · لورا فلیپ · بئاتریس ادویژ · پائولتا فوپا · استل انزه مینکو · الکساندرا لاکرابر                   | چین (ROC) · آنا سدویکینا · پولینا کوزنتسووا · پولینا گرشکووا · داریا دمیتریوا · آنا سن · آنا ویاخیروا · پولینا ودخینا · ولادیمیر بوبروفنیکووا · کسنیا ماکیوا · النا میخایلیچنکو · اولگا فومینا · یکاترینا ایلینا · یولیا ماناگارووا · آنتونینا اسکوروبوگاتچنکو · ویکتوریا کالینینا | نروژ (NOR) · هنی ریستا · ورونیکا کریستیانسن · ماریت مالم فرافیورد · استینه اسکوگران · نورا مورک · استینه بردال اوفتدال · سیلیه سوبرگ · کاری براتست داله · کاترین لونده · ماریت روسبرگ یاکوبسن · کامیلا هرم · سانا سولبرگ-ایساکسن · کریستین بریستول · مارتا توماس · ویلده یوهانسن         |